# Дунья
Дунья (араб. دُنْيا ‎ світ, світло, мирське життя) — в ісламі: весь матеріальний світ, що оточує людину аж до її смерті.
Згідно з ісламською догматикою, після смерті для кожної людини настає наступний світ (ахірат). Ахірат вічний, а дунья кінцева. Тому кожен мусульманин повинен намагатися заслужити милість Аллаха як у цьому, так і у наступному світі. У Корані Аллах говорить про уявні принади цього світу. Володіння ними є метою невірних (кафірів). Віруючі мусульмани не повинні ігнорувати цей світ (дунья), але повинні віддавати перевагу вічному світу (ахірат).